# Роман, Летиция
Летиция Роман (итал. Letícia Román) настоящая фамилия Летиция Новарезе итал. Letizia Novarese; род. 12 августа 1941, Рим), итальянская киноактриса

, в 1960-е годы активно работавшей на телевидении. Снималась также в американском кино.
В титрах иногда обозначена под другими псевдонимами: Laetitia Roman, Leticia Roman, Letitia Roman и Letitia Román.

## Биография
Дочь костюмера и сценограф Витторио Нино Новарезы и актриса Джулианы Джанни. Училась в Швейцарии и переехала в Лос-Анджелес в начале 1959 года. После посещения курсов дикторов дикции, изучает актёрское мастерство на студии 20th Century Fox, однако прекращает обучение, предпочитая принять выгодное предложение продюсера Хэла Уоллиса, и в 1960 году дебютирует в фильме Солдатский блюз, с Элвисом Пресли в главной роли.
Одна из главных творческих удач актрисы — главная героиня фильма 1964 года Фанни Хилл, поставленного режиссёром Рассом Мейером по одноимённому роману, а самая известная роль — в эксплуатационном триллере Марио Бавы «Девушка, которая слишком много знала».

## Фильмография
- Солдатский блюз (1960)
- L’oro dei sette santi (1961)

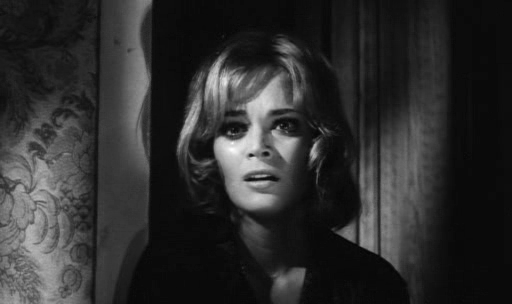
Летиция Роман в фильме «Девушка, которая слишком много знала» (1963), являющимся предвестником жанра джалло.

- Пираты Тортуги, Роберт Уэбб (1961)
- Понтий Пилат / Ponzio Pilato (1962)
- I lancieri neri (1962)
- La rimpatriata, Дамиано Дамиани (1963)
- Un tentativo sentimentale, Массимо Франчиоса, Паскуале Феста Кампаниле (1963)
- Девушка, которая слишком много знала, Марио Бава (1963)
- I baci (1964, эпизод 2 Baiser de Judas)
- Фанни Хилл[англ.], Расс Мейер (1964)
- Heirate mich, Cherie (1964)
- Die schwedische Jungfrau (1965)
- Die Herren (1965, эпизод Die Intellektuellen, Die Soldaten)
- Sopra e sotto il letto (1965)
- An der Donau, wenn der Wein blüht (1965)
- Верная Рука — друг индейцев (1965)
- Comando de asesinos (1966)
- I forti di Forte Coraggio (1966, эпизод La Dolce Courage)
- Organizzazione U.N.C.L.E. (1966, ТВ, два эпизода: The Concrete Overcoat Affair: Part I; The Concrete Overcoat Affair: Part II)
- Le spie (1967, ТВ, эпизод Casanova from Canarsie)
- Mannix (1967, ТВ, эпизод Make It Like It Never Happened)
- I giorni di Bryan (1967, эпизод The Naked Half-Truth)
- Большая долина (1967, ТВ, эпизод The Big Valley e Explosion!: Part 1)
- To Die in Paris (1968, ТВ)
- The Andy Griffith Show (1968, эпизод Mayberry R.F.D.)